# Сосњицовице
Сосњицовице (пољ. Sośnicowice) је град у Пољској у Војводству Шлеском у Повјату gliwicki. Према попису становништва из 2011. у граду је живело 1.837 становника.

## Становништво
Према прелиминарним подацима са пописа, у граду је 2011. живело 1.837 становника.
| 2002. | 2011. | 2012. |
| ----- | ----- | ----- |
| 1.833 | 1.837 | 1.854 |